# Брюге (окръг)
Брюге (на нидерландски: Brugge) е окръг в Западна Белгия, провинция Западна Фландрия. Площта му е 661 km², а населението – 281 780 души (по приблизителна оценка от януари 2018 г.). Административен център е град Брюге.